# Чампаватська тигриця

Джим Корбетт з убитою тигрицею

Чампаватська тигриця — бенгальська тигриця, убита у 1907 році відомим мисливцем Джимом Корбеттом. Як стверджується, саме ця тигриця вбила 436 людей у Непалі та індійському регіоні Кумаон.

## Історія
За словами Пітера Берна, професійного мисливця з Непалу, тигриця розпочала свої напади в селі Рупал на заході Непалу, Гімалаї.
Самка бенгальського тигра одного разу спробувала на смак людську плоть, захищаючи своїх дитинчат, на котрих полювали мисливці. Після цього люди стали її єдиним об'єктом полювання.
Убивши понад 200 людей у Непалі, тигриця, переслідувана непальською армією, перебралась у Кумаон, де продовжила нападати на людей. Вона була настільки сміливою, що з ревом кружляла дорогами навколо людських поселень, тероризуючи місцевих жителів, і нерідко намагалася увірватися в їхні домівки. Проживання в регіоні стало надто небезпечним, і чоловіки часто відмовлялися залишати поселення та йти на роботу, почувши рев тигриці з лісу.
Після того, як вона вдень загризла 16-річну дівчину Премку Деві в селі Фунгар, поблизу міста Шампават, її застрелив Джим Корбетт. Тигриця залишила слід крові, за яким йшов Корбетт. Після цілодобового переслідування Корбетт майже зневірився знайти її й вирішив разом з місцевими жителями наступного дня організувати засідку в ущелині річки Чампа. Залучено було близько 300 людей, і наступного дня Джим Корбетт її застрелив.

## Пам'ять про подію
- Її напади занесені до Книги рекордів Гіннеса як найбільша кількість смертей від тигра.
- У місті Чампават знаходиться «цементна плита», котра вказує місце смерті тигриці.
- Детальніше про чампаватську тигрицю й про полювання на неї можна прочитати в автобіографічній книзі Джима Корбетта «Кумаонські людожери» ((англ.)) (1944).